# فرانكي زاباتا
فرانكي زاباتا (بالفرنسية: Franky Zapata)‏ مخترع فرنسي. اخترع فرانكي زاباتا زلاجة مائية طائرة (فلاي بورد).، يعد أول رجل في التاريخ يعبر بحر المانش على لوح طائر بعد أن نجح في محاولته في 4 أغسطس 2019 بعبور المانش كاملا مع تسجيل توقف تمثل في استراحة صغيرة على ظهر أحد القوارب لتزويد لوحه الطائر بالوقود. وقد هبط على الجانب البريطاني بعد أن سافر في رحلة بلغ مداها 35 كم مستقلا جهاز الطيران الخاص به الذي يعمل بالكيروسين.

## حياته
بدأ فرانكي في استخدام الدرجات المائية في عمر 16 عامًا. وفاز ببطولة RUN F1 العالمية عدة مرات. وبعد سنوات عديدة من صنع الدرجات المائية انتهى إلى اختراع الزلاجة المائية الطائرة.
حصل أول لقب له كبطل فرنسا سنة 1996، ثم كبطل أوروبا سنة 1999، فيما تمكن من حصد أولى ألقابه العالمية سنة 2007. في المجمل له أكثر من عشرين ميدالية ربحها من أكثر من منافسة.

## الجوائز
شارك زاباتا وفاز بالعديد من المنافسات والألقاب في سباقات التزلج على الماء حول العالم.
- 1996: البطولة الوطنية الفرنسية
- 1997: المركز الثالث في بطولة العالم رالي أوليرون رون
- 1998: بطل في بطولة RUN F1 الأوروبية وصيف بطل العالم رالي أوليرون رون F1
- 1999: بطل أوروبا RUN F1
- 2000: جولة الولايات المتحدة من RUN F1.
- 2001: King of Bercy - جولة باريس من RUN F1
- 2003: الوصيف الأوروبي RUN F1
- 2004: الوصيف الأوروبي RUN F1

- المركز الثالث في بطولة العالم رالي رون أولون رون

- 2005: البطل الأوروبي RUN F1
- 2006: البطل الأوروبي RUN F1

- الوصيف بطل العالم للراليات أوليرون F1

- 2007: بطل أوروبا RUN F1

- بطل العالم رالي غارة Oléron RUN F1
- بطل العالم F1 SKI في نهائيات العالم

- 2008: بطل أوروبا RUN F1

- RUN F1 بطل العالم في نهائيات كأس العالم
- ثالث نهائيات كأس العالم في بطولة F1 SKI

- 2009: وصيف بطل العالم F1 SKI

- الفائز في لعبة Enduro Cavalaire Jet-Ski F1

- 2010: بطل أوروبا RUN F1.[4]

## عبور المانش
في 25 يوليو 2019 حاول «فرانكي زاباتا» عبور «القناة» على متن «فلاي بورد»، كنوع من المحاكاة لذكرى أول عبور لهذه المنطقة من خلال الطيران فوقها الذي قام به الطيار الفرنسي لويس بليريوت، والذي تم تنفيذه قبل مائة وعشر سنوات. رغم صعوبة الأمر، وبسبب حجم الوقود المطلوب لإكمال هذا العبور، نظم القائمون على المشروع توقفًا إجباريا للتزود بالوقود في منتصف الطريق على منصة بحرية على متن قارب للتزود به. أثناء المحاولة التي يبلغ طول الجزء الأول منها حوالي 18 كيلومتراً حاول زاباتا الهبوط على هذه المنصة في منتصف الطريق ولكن بسبب حركة على سطح المياه، اصطدم في آخر لحظة بالقارب ما تسبب بسقوطه في الماء ولم يخلف الحادث عواقب وخيمة لا للطيار ولا للجهاز. في المؤتمر الصحفي المقام في نفس اليوم، عبر فرانكي عن خيبة أمله من هذه المحاولة الفاشلة. لكنه أشار إلى أنه سجل بالفعل رقما تاريخيا لأنه سافر في الواقع مع أجهزته على مسافة قدرها 20.2 كم بين مكان الإقلاع ومنصة التزود بالوقود. وهي مسافة لم يصل إليها أحد من قبل، كما أعلن عن عزمه الراسخ على إعادة محاولة عبور هذا المعبر لأن الفشل لم يكن بسبب جهازه إنما لخلل لوجيستي.
أجريت المحاولة الثانية في 4 أغسطس 2019 في حوالي الساعة 8:16 صباحًا من نفس نقطة الانطلاق السابقة. ووصل هذه المرة دون أي مشكلة، وهبط فرانكي زاباتا حوالي الساعة 8:40 في خليج سان مارغريت في المملكة المتحدة، على مسافة إجمالية قدرها 35 كيلومتراً في زمن ناهز 22 دقيقة. وبسرعة إبحار تتراوح من 160 إلى 170 كم / ساعة.